# 露圩镇
露圩镇，是中华人民共和国广西壮族自治区南宁市宾阳县下辖的一个乡镇级行政单位。

## 行政区划
露圩镇下辖以下地区：
露圩社区、浪利村、周黎村、上塘村、百合村和八凤村。